# Бессмертные (фильм, 1995)
«Бессмертные» (англ. The Immortals) — кинофильм 1995 года режиссёра Брайана Гранта. Первоначально фильм назывался «Конец» (The End). Эпизодическую роль в фильме сыграл Олег Видов.

## Сюжет
Владелец ночного клуба Джек, шестёрка крупного уголовного авторитета, нанимает восьмерых незнакомых друг с другом неизлечимо больных начинающих уголовников для ограбления четырёх точек сбора денег мафии.

## В ролях
| Актёр          | Роль            |
| -------------- | --------------- |
| Эрик Робертс   | Джек            |
| Джо Пантолиано | Пити            |
| Тиа Каррере    | Джина           |
| Тони Кёртис    | Доминик         |
| Крис Рок       | Дикки           |
| Олег Видов     | владелец свалки |